# ベイビーズ・リクエスト
「ベイビーズ・リクエスト」（原題：Baby's Request）は、1979年にウイングスが発表した楽曲である。

## 概要
アルバム「バック・トゥ・ジ・エッグ」のクロージング・ナンバー。1979年のインタビューでマッカートニーは「去年の夏、南フランスで休暇を過ごしていたとき、有名なミルズ・ブラザーズを見たんだ。みんな死んだと思っていたんだけど、南仏のキャバレーで、73歳にして丸々と太っていた。彼らは素晴らしく、昔と全く同じように歌っていて、今でも素晴らしいグループだよ。楽屋に行くと、彼らの一人が「やあ、ポール。ミルスブラザーズに曲を書いてみないか」って。それで僕は「ああ、ハービー、いいよ」って言ったんだ」と語っている。
元々はウイングスで録音する予定はなくミルズ・ブラザーズに楽曲提供するという形で制作され、デモ音源が録音されたが、事情によりウイングスとして発売することとなった。マッカートニー曰く「ホテルに帰って翌日、彼らのために曲を書いて、ロンドンに戻ってからデモを作り、彼らに送ったんだけど、残念ながらマネージメント側でちょっとした手違いがあったんだ。どういうわけか、彼らのマネージャーは、僕らが彼らにお金を払ってレコーディングさせるつもりだと思い込んでしまったんだ。それで結局、彼らはレコーディングをせず、僕らだけでやることになったんだ」と語っている。
間奏部分で聴くことのできるトロンボーンの音色は、マッカートニーがモーグ・シンセサイザーで音色を再現し演奏したものである。
2012年のジャズ・カバーアルバム「キス・オン・ザ・ボトム」のボーナストラックにマッカートニーによるセルフ・カバーバージョンが収録された。マッカートニーは「アルバムを作る前に、トミーに、これから作ろうとしているアルバムのスタイルで書かれた曲を何曲か聴かせたんだ。すると彼は、『ああ、これはやってみるべきだね』と言ってくれたんだ。あれは元々、ミルス・ブラザーズのために書いたもので、とてもこのスタイルに近い。僕は彼らがやってくれることを望んでいたんだ。でも何かが起こって彼らはやらなかった。僕がオファーしたことを彼らが聞いたかどうかはわからないけど......」と語っている。

## クレジット
- ポール・マッカートニー - リード・ボーカル、バッキング・ボーカル、ダブルベース、モーグ・シンセサイザー
- リンダ・マッカートニー - バッキング・ボーカル
- デニー・レイン - バッキング・ボーカル、ピアノ
- ローレンス・ジューバー - エレクトリック・ギター
- スティーブ・ホリー - ドラムブラシ